# Alyosha Kravinoff
Alyosha Kravinoff è un personaggio dei fumetti creato da J.M. DeMatteis (testi) e Luke Ross (disegni), pubblicato dalla Marvel Comics. La sua prima apparizione è in Spectacular Spider-Man (prima serie) n. 243 (febbraio 1997).

## Biografia del personaggio
Alyosha Kravinoff è il figlio naturale di Sergei Kravinoff, meglio conosciuto come Kraven il cacciatore. Dopo essersi scontrato con Spider-Man ha ucciso la donna amante del padre (Calypso). Per un certo periodo ha assunto una connotazione positiva, da eroe, arrivando persino a entrare nel mondo del cinema.
Durante il ciclo conosciuto come La Sfida, si è unito alla moglie di Kraven e alla sorellastra Ana Tatiana nella loro crociata contro l'Uomo Ragno. Successivamente, nella cosiddetta Tetra Caccia ha partecipato alla caccia ai ragni per riportare in vita il padre Sergei e il fratellastro Vladimir.